# Buena Vista (Pecos County, Texas)
Buena Vista war ein Ort im Pecos County im US-Bundesstaat Texas. Buena Vista ist heute eine Geisterstadt.

## Geographie
Buena Vista lag im mittleren Westen von Texas, 18 Kilometer südöstlich von Imperial im nördlichen Teil des Pecos County in der Nähe der Farm Road 11. Der Ort lag 775 Meter über dem Meeresspiegel und verfügte über keine Wasserflächen.

## Geschichte
1909 kauften Grundstücksspekulanten Land an der projektierten Route der damals im Bau befindlichen Kansas City, Mexico and Orient Railway. Noch im gleichen Jahr wurde das Orient Hotel gebaut, und 1910 erhielt Buena Vista eine Poststation. Man warb mit der zentralen Anbindung durch die Eisenbahn an größere Märkte und verkaufte Parzellen im Ortskern und Parzellen für Farmen. Buena Vista verfügte über eine Bank, eine Schule und eine Kirche. 1913 wurde jedoch die Eisenbahnlinie auf einer direkteren Route zwischen Girvin und Fort Stockton an Buena Vista vorbei gebaut. Das Projekt einer Stadtgründung war damit gescheitert. 1925 lebten noch etwa 50 Personen in Buena Vista. Wegen der Wasserknappheit war eine landwirtschaftliche Nutzung des Gebietes auf Dauer nicht ökonomisch. In den 1950er Jahren wurde der Ort völlig aufgegeben.